# TSV Nordmark Satrup
Der TSV Nordmark Satrup (satzungsgemäßer Name: Turn und Sportverein NORDMARK von 1921 e.V.) ist ein Sportverein aus Satrup im Kreis Schleswig-Flensburg mit über 1000 Mitgliedern, dessen erste Fußballmannschaft seit der Saison 2023/24 in der Fußball-Oberliga Schleswig-Holstein spielt. Die heutige Vereinsstruktur entstand 1949 durch eine Fusion des 1921 gegründeten TSV Satrup mit dem 1931 gegründeten Fußballverein FC Nordmark Satrup.

## Fußball
Der Unternehmer Hans Redlefsen (Großschlachterei Redlefsen GmbH, heute Teil der Zur-Mühlen-Gruppe) initiierte um 1930 in Satrup die Bildung einer Fußballmannschaft. Da dem TSV Satrup der Fußballsport in der damaligen Zeit als zu ruppig erschien, wurde 1931 der FC Nordmark Satrup ins Leben gerufen. In der Anfangszeit spielten im Verein ausschließlich Schlachter aus Redlefsens Großschlachterei, die aus etlichen Regionen Deutschlands stammten und in Satrup einen Arbeitsplatz gefunden hatten, mit. Niederlagen mit bis zu 20 Toren Differenz gehörten erst zur Vergangenheit, als sich später auch weitere Fußballfreunde aus Satrup Nordmark anschlossen. Erstmals höherklassig spielte Nordmark kurz nach dem Zweiten Weltkrieg 1945/46 im Nordbezirk Schleswig-Holsteins (siehe: Britische Zonenmeisterschaft (Fußball)) und belegte einen Mittelplatz. Da es zu diesem Zeitpunkt keine klassenhöhere Liga gab, war dies sogar erstklassig. Zur Saison 2023/24 stieg der TSV Nordmark Satrup in die Oberliga Schleswig-Holstein auf.
Der spätere Fußballprofi Niels Hansen spielte in der Jugend bei Nordmark Satrup.

## Weitere Sparten
Neben dem Fußball bietet der TSV Nordmark Satrup diverse Sportarten an, wie unter anderem Basketball, Gymnastik, Handball, Kinderturnen, Leichtathletik und Tischtennis. Vereinsvorsitzender (Stand: Februar 2024) ist Uwe Callsen.